# Caccobius ultor
Caccobius ultor är en skalbaggsart som beskrevs av Sharp 1875. Caccobius ultor ingår i släktet Caccobius och familjen bladhorningar. Inga underarter finns listade.